# Fredo Corleone
Frederico "Fredo" Corleone (1919 - 25 martie 1959) este un personaj fictiv din romanul lui Mario Puzo, The Godfather. În universul fictiv al romanului și al filmului cu același nume el este frate mai mic pentru Sonny și mai mare pentru Michael Corleone și pentru sora sa Connie. Este fiul lui Vito Corleone, șeful unei puternice familii Mafiote. 
În primele două părți ale filmului din regia lui Francis Ford Coppola, Fredo a fost interpretat de actorul italo-american John Cazale. Deși a jucat rolul fiului mijlociu al familiei Corleone, Cazale era cu trei ani mai în vârstă decât James Caan, cel care l-a jucat pe Sonny.